# Eleição municipal do Rio de Janeiro em 2000
A eleição municipal da cidade brasileira do Rio de Janeiro de 2000 ocorreu no dia 1° de outubro de daquele ano para eleger o prefeito e o vice-prefeito, além de 51 vereadores para a Câmara Municipal da cidade.
A campanha eleitoral contou com a participação de 14 concorrentes ao principal cargo majoritário da cidade. Pela primeira vez, um prefeito em exercício poderia buscar uma nova reeleição, graças a emenda constitucional que permitia a disputa em dois mandatos consecutivos.
O primeiro turno foi realizado em 1° de outubro. Como nenhum candidato recebeu a maioria dos votos para ser eleito imediatamente em primeiro turno, os dois primeiros colocados desse, o então prefeito em exercício Luiz Paulo Conde, candidato do PFL, e o ex-prefeito carioca César Maia, candidato pelo PTB, avançaram para o segundo turno. Em 29 de outubro, Maia venceu a disputa, tendo sido eleito com 51,06% dos votos válidos (1.610.176 votos).
A chapa vencedora tomou posse na Prefeitura do Rio em 1° de janeiro de 2000 para um mandato de quatro anos. Pela segunda vez, Maia governaria como prefeito da cidade - antes, ele havia exercido o cargo entre 1993 e 1996.

## Candidatos a prefeito
|  | Nº | Candidato(a) a prefeito | Candidato(a) a prefeito                                | Candidato(a) a vice-prefeito | Candidato(a) a vice-prefeito                                  | Coligação |
|  | -- | ----------------------- | ------------------------------------------------------ | ---------------------------- | ------------------------------------------------------------- | --- |
|  | 11 |                         | Gilberto Ramos (PPB) Gilberto Caruso Ramos             |                              | Cícero Sydrônio (PPB) Cícero Sydrônio de Souza Sobrinho       | Sem coligação - Partido Progressista Brasileiro (PPB) |
|  | 12 |                         | Leonel Brizola (PDT) Leonel de Moura Brizola           |                              | Miro Teixeira (PDT) Miro Teixeira                             | Sem coligação - Partido Democrático Trabalhista (PDT) |
|  | 13 |                         | Benedita da Silva (PT) Benedita Souza da Silva         |                              | Francisco Milani (PCdoB) Francisco Ferreira Milani            | "Aliança Rio Gente" - Partido dos Trabalhadores (PT) - Partido Comunista do Brasil (PCdoB) |
|  | 14 |                         | César Maia (PTB) César Epitácio Maia                   |                              | Marco Antônio Valles (PL) Marco Antônio de Moura Valles       | "O Rio que dá Certo" - Partido Trabalhista Brasileiro (PTB) - Partido Liberal (PL) - Partido Popular Socialista (PPS) - Partido Renovador Trabalhista Brasileiro (PRTB) - Partido Trabalhista Nacional (PTN) - Partido da Reconstrução Nacional (PRN) - Partido dos Aposentados da Nação (PAN) - Partido da Mobilização Nacional (PMN) - Partido Geral dos Trabalhadores (PGT) - Partido Social Liberal (PSL) |
|  | 16 |                         | Cyro Garcia (PSTU) Cyro Garcia                         |                              | Carlos Alberto Silveira (PSTU) Carlos Alberto Araújo Silveira | Sem coligação - Partido Socialista dos Trabalhadores Unificado (PSTU) |
|  | 25 |                         | Luiz Paulo Conde (PFL) Luiz Paulo Fernandez Conde      |                              | Sérgio Magalhães (PFL) Sérgio Ferraz Magalhães                | "Unidos pelo Rio" - Partido da Frente Liberal (PFL) - Partido do Movimento Democrático Brasileiro (PMDB) - Partido Social Democrático (PSD) - Partido Social Cristão (PSC) |
|  | 27 |                         | Alexandre Cobbett (PSDC) Alexandre Cobbett Stael Cosme |                              | Pedro Modenese Neto (PSDC) Pedro Modenese Neto                | Sem coligação - Partido Social Democrata Cristão (PSDC) |
|  | 29 |                         | Paulo Sérgio Pinho (PCO) Paulo Sérgio Ribeiro de Pinho |                              | Patrícia Pinheiro (PCO) Patrícia Cristina Pinheiro de Almeida | Sem coligação - Partido da Causa Operária (PCO) |
|  | 40 |                         | Alexandre Cardoso (PSB) Alexandre Aguiar Cardoso       |                              | Roberto Amaral (PSB) Roberto Átila Amaral Moreira             | "O Rio que a gente Quer" - Partido Socialista Brasileiro (PSB) - Partido Comunista Brasileiro (PCB) |
|  | 43 |                         | Alfredo Sirkis (PV) Alfredo Hélio Syrkis               |                              | Dalva Lazaroni (PV) Dalva Lazaroni                            | Sem coligação - Partido Verde (PV) |
|  | 44 |                         | Oswaldo de Souza (PRP) Oswaldo de Souza Oliveira       |                              | Eliane Cunha (PRP) Eliane Santos da Cunha                     | Sem coligação - Partido Republicano Progressista (PRP) |
|  | 45 |                         | Ronaldo Cezar Coelho (PSDB) Ronaldo Cezar Coelho       |                              | Lourdes Tavares (PSDB) Maria de Lourdes Tavares Rodrigues     | Sem coligação - Partido da Social Democracia Brasileira (PSDB) |
|  | 56 |                         | Marcos Coimbra (PRONA) Marcos Coimbra                  |                              | Edison Felícia (PRONA) Edison Duarte Felícia                  | Sem coligação - Partido de Reedificação da Ordem Nacional (PRONA) |
|  | 70 |                         | Domingos Brazão (PTdoB) Domingos Inácio Brazão         |                              | Jovelino Ribeiro (PHS) Jovelino Ribeiro                       | "PTdoB/PHS" - Partido Trabalhista do Brasil (PTdoB) - Partido Humanista da Solidariedade (PHS) |

## Pesquisa
Evolução da intenção de voto para prefeito do Rio de Janeiro em 2000 - Votos Válidos (em %)
| Candidato(a) a Prefeitura | 26/09/2000 | 29/09/2000 | Boca de urna |
| ------------------------- | ---------- | ---------- | ------------ |
| Luiz Paulo Conde          | 42         | 41         | 38           |
| Cesar Maia                | 21         | 21         | 22           |
| Benedita da Silva         | 19         | 19         | 22           |
| Leonel Brizola            | 9          | 9          | 9            |
| Gilberto Ramos            | 2          | 3          | 3            |
| Ronaldo Cezar Coelho      | 2          | 1          | 0            |
| Alfredo Sirkis            | 1          | 2          | 1            |
| Domingos Brazão           | 0          | 1          | 1            |
| Alexandre Cardoso         | 1          | 1          | 1            |
| Marcos Coimbra            | 0          | 0          | 0            |
| Cyro Garcia               | 1          | 1          | 0            |
| Alexandre Cobbett         | 0          | 0          | 1            |
| Oswaldo de Souza          | 0          | 0          | 0            |
| Paulo Sérgio Pinho        | 0          | 0          | 0            |

## Resultados

### Prefeito[3]
| Candidato(a)           | Candidato(a)                | Vice                           | 1º turno 1 de outubro de 2000 | 1º turno 1 de outubro de 2000 | 2º turno 29 de outubro de 2000 | 2º turno 29 de outubro de 2000 |
| Candidato(a)           | Candidato(a)                | Vice                           | Total                         | Porcentagem                   | Total                          | Porcentagem                    |
| ---------------------- | --------------------------- | ------------------------------ | ----------------------------- | ----------------------------- | ------------------------------ | ------------------------------ |
|                        | César Maia (PTB)            | Marco Antônio Valles (PL)      | 747.132                       | 23,04%                        | 1.610.176                      | 51,06%                         |
|                        | Luiz Paulo Conde (PFL)      | Sérgio Ferraz Magalhães (PFL)  | 1.124.915                     | 34,69%                        | 1.543.327                      | 48,94%                         |
|                        | Benedita da Silva (PT)      | Francisco Milani (PCdoB)       | 733.693                       | 22,63%                        | Não participaram               | Não participaram               |
|                        | Leonel Brizola (PDT)        | Miro Teixeira (PDT)            | 295.123                       | 9,10%                         | Não participaram               | Não participaram               |
|                        | Gilberto Ramos (PPB)        | Cícero Sydrônio (PPB)          | 140.601                       | 4,34%                         | Não participaram               | Não participaram               |
|                        | Ronaldo Cezar Coelho (PSDB) | Lourdes Tavares (PSDB)         | 59.058                        | 1,82%                         | Não participaram               | Não participaram               |
|                        | Alfredo Sirkis (PV)         | Dalva Lazaroni (PV)            | 38.239                        | 1,18%                         | Não participaram               | Não participaram               |
|                        | Domingos Brazão (PTdoB)     | Jovelino Ribeiro (PHS)         | 36.858                        | 1,14%                         | Não participaram               | Não participaram               |
|                        | Alexandre Cardoso (PSB)     | Roberto Amaral (PSB)           | 29.801                        | 0,92%                         | Não participaram               | Não participaram               |
|                        | Marcos Coimbra (PRONA)      | Edison Felícia (PRONA)         | 22.844                        | 0,70%                         | Não participaram               | Não participaram               |
|                        | Cyro Garcia (PSTU)          | Carlos Alberto Silveira (PSTU) | 10.166                        | 0,31%                         | Não participaram               | Não participaram               |
|                        | Alexandre Cobbett (PSDC)    | Pedro Modenese Neto (PSDC)     | 2.235                         | 0,07%                         | Não participaram               | Não participaram               |
|                        | Oswaldo de Souza (PRP)      | Eliane Cunha (PRP)             | 1.398                         | 0,04%                         | Não participaram               | Não participaram               |
|                        | Paulo Sérgio Pinho (PCO)    | Patrícia Pinheiro (PCO)        | 555                           | 0,02%                         | Não participaram               | Não participaram               |
| Total de votos válidos | Total de votos válidos      | Total de votos válidos         | 3.242.708                     | 91,53%                        | 3.153.503                      | 91,45%                         |
| → Votos em branco      | → Votos em branco           | → Votos em branco              | 108.502                       | 3,06%                         | 80.858                         | 2,34%                          |
| → Votos nulos          | → Votos nulos               | → Votos nulos                  | 191.440                       | 5,40%                         | 214.119                        | 6,21%                          |
| Total de votos         | Total de votos              | Total de votos                 | 3.542.650                     |                               | 3.448.480                      |                                |
| Comparecimento         | Comparecimento              | Comparecimento                 | 3.542.650                     | 83,57%                        | 3.448.480                      | 81,35%                         |
| Abstenções             | Abstenções                  | Abstenções                     | 696.566                       | 16,43%                        | 790.736                        | 18,65%                         |
| Total de inscritos     | Total de inscritos          | Total de inscritos             | 4.239.216                     |                               | 4.239.216                      |                                |

### Vereadores eleitos (42)
| Vereadores Eleitos     | Partido | Votos   | Percentual | Coligação                          | Número |
| ---------------------- | ------- | ------- | ---------- | ---------------------------------- | ------ |
| Rosa Fernandes         | PFL     | 107.865 | 3,36%      | (sem coligação)                    | 25.625 |
| Eliana Ribeiro         | PMDB    | 48.544  | 1,51%      | (sem coligação)                    | 15.123 |
| Jorge Pereira          | PFL     | 48.388  | 1,51%      | (sem coligação)                    | 25,025 |
| Verônica Costa         | PL      | 36.961  | 1,15%      | "Rio Justiça Social" (PPS/PL)      | 22.001 |
| Bispo Jorge Braz       | PPB     | 29.275  | 0,91%      | (sem coligação)                    | 11.616 |
| Lucinha                | PSDB    | 29.150  | 0,91%      | (sem coligação)                    | 45.620 |
| Gérson Bergher         | PFL     | 28.650  | 0,89%      | (sem coligação)                    | 25.645 |
| Marcelino D'Almeida    | PFL     | 28.550  | 0,89%      | (sem coligação)                    | 25.369 |
| Sami Jorge             | PDT     | 28.343  | 0,88%      | (sem coligação)                    | 12.605 |
| Otavio Leite           | PSDB    | 28.013  | 0,87%      | (sem coligação)                    | 45.678 |
| José Moraes            | PFL     | 27.896  | 0,87%      | (sem coligação)                    | 25.666 |
| Ivan Moreira           | PFL     | 27.292  | 0,85%      | (sem coligação)                    | 25.678 |
| Leila do Flamengo      | PFL     | 26.904  | 0,84%      | (sem coligação)                    | 25.500 |
| Liliam Sá              | PL      | 26.111  | 0,81%      | "Rio Justiça Social" (PPS/PL)      | 22.333 |
| Dr. Aloisio Freitas    | PTB     | 25.452  | 0,79%      | "Rio que dá Certo" (PTB/PMN)       | 14.640 |
| Patrícia Amorim        | PMDB    | 24.651  | 0,77%      | (sem coligação)                    | 15.601 |
| Argemiro Pimentel      | PFL     | 22.290  | 0,69%      | (sem coligação)                    | 25.643 |
| Sebastião Ferraz       | PSC     | 21.786  | 0,68%      | "Por um Rio Melhor" (PSC/PSD)      | 20.668 |
| Pastor Paulo Mello     | PMDB    | 21.273  | 0,66%      | (sem coligação)                    | 15.655 |
| Dr. Monteiro de Castro | PPB     | 20.983  | 0,65%      | (sem coligação)                    | 11.654 |
| Jerominho              | PMDB    | 20.560  | 0,64%      | (sem coligação)                    | 15.670 |
| Professor Uóston       | PMDB    | 18.768  | 0,59%      | (sem coligação)                    | 15.633 |
| Indio da Costa         | PTB     | 17.352  | 0,54%      | "Rio que dá Certo" (PTB/PMN)       | 14.111 |
| Luiz Antonio Guaraná   | PTB     | 17.169  | 0,54%      | "Rio que dá Certo" (PTB/PMN)       | 14.888 |
| Jurema Batista         | PT      | 16.901  | 0,53%      | "Aliança Rio Gente" (PT/PCdoB)     | 13.663 |
| Rodrigo Bethlem        | PFL     | 16.421  | 0,51%      | (sem coligação)                    | 25.100 |
| Alexandre Cerruti      | PTB     | 16.176  | 0,50%      | "Rio que dá Certo" (PTB/PMN)       | 14.123 |
| Cláudio Cavalcanti     | PTB     | 16.144  | 0,50%      | "Rio que dá Certo" (PTB/PMN)       | 14.001 |
| Carlos Bolsonaro       | PPB     | 16.053  | 0,50%      | (sem coligação)                    | 11.620 |
| Luís Carlos Aguiar     | PSC     | 16.036  | 0,50%      | "Por um Rio Melhor" (PSC/PSD)      | 20.711 |
| Fernando Gusmão        | PCdoB   | 15.951  | 0,50%      | "Aliança Rio Gente" (PT/PCdoB)     | 65.123 |
| Eliomar Coelho         | PT      | 14.801  | 0,46%      | "Aliança Rio Gente" (PT/PCdoB)     | 13.601 |
| Luiz Carlos Ramos      | PTdoB   | 14.539  | 0,45%      | PTdoB/PHS                          | 70.601 |
| João Cabral            | PTdoB   | 14.263  | 0,44%      | PTdoB/PHS                          | 70.101 |
| Mário Del Rei          | PDT     | 14.169  | 0,44%      | (sem coligação)                    | 12.678 |
| Édson Santos           | PT      | 13.697  | 0,43%      | "Aliança Rio Gente" (PT/PCdoB)     | 13.666 |
| Pastor Edimilson Dias  | PT      | 13.074  | 0,41%      | "Aliança Rio Gente" (PT/PCdoB)     | 13.077 |
| Jorge Babu             | PT      | 12.762  | 0,40%      | "Aliança Rio Gente" (PT/PCdoB)     | 13.444 |
| Jorge Mauro            | PTdoB   | 11.960  | 0,37%      | PTdoB/PHS                          | 70.650 |
| Rubens Andrade         | PDT     | 11.036  | 0,34%      | (sem coligação)                    | 12.603 |
| Pedro Porfírio         | PDT     | 10.396  | 0,32%      | (sem coligação)                    | 12.615 |
| Ricardo Maranhão       | PSB     | 8.995   | 0,28%      | "O Rio que a Gente Quer" (PSB/PCB) | 40.027 |
| Fontes:                |         |         |            |                                    |        |